# 宋達民
宋達民（1967年11月6日—），台灣男演員，主要活躍於電視劇以及綜藝圈，也曾經擔任音樂談話型節目主持人。宋達民是基督教藝之星教會創會人，2018年成為傳道人，於2020年1月7日受按立為牧師。和宋逸民為雙胞胎兄弟，同年2月29日宋逸民也按立成為牧師。

## 生平
1967年11月6日上午9時50分出生，比哥哥宋逸民晚15分鐘出生，是雙胞胎之中的弟弟。國小時，曾經是棒球校隊選手（東園國小），之後在演藝圈也加入明星棒球隊。高中時代，因兄長宋逸民入伍服役，而受兄長推薦代班主演連續劇─《萬世師表》，進入演藝圈的時間比宋逸民晚兩年。宋於早年以電影與電視劇為主，後來專注於電視劇的拍攝。2013至2015年，於中國大陸參與多部電視劇的演出。
2005年，受藝人孫越影響，與新婚妻子洪百榕雙雙受洗成為基督徒。
2013年，發行《傾聽，愛的聲音》，敘述發現女兒聽損的故事。《傾聽 愛的聲音》有孫越、陶喆、吳淡如、黃瑽寧醫師、謝震武、潘懷宗博士、寇紹恩牧師等人聯合推薦。

## 電視劇
| 年 份  | 頻 道      | 劇 名                             | 飾 演        |
| ------ | ---------- | --------------------------------- | ------------ |
| 1988年 | 台視       | 萬世師表                          | 陳智培       |
| 1990年 | 台視       | 親愛的 我把英雄變美人啦           | 美四         |
| 1993年 | 華視       | 劉伯溫傳奇之義海情天              | 邵重         |
| 1993年 | 華視       | 包青天之孿生劫                    | 單正         |
| 1993年 | 華視       | 包青天之紫金錘                    | 趙秋棠       |
| 1993年 | 華視       | 包青天之屠龍記                    | 文信         |
| 1993年 | 華視       | 包青天之尋親記                    | 柳雲飛       |
| 1993年 | 華視       | 包青天之菩薩嶺                    | 徐愧         |
| 1994年 | 華視       | 劉伯溫傳奇之陰間捕快              | 吳奇         |
| 1994年 | 華視       | 兄弟有緣2                         | 趙建台       |
| 1994年 | 華視       | 七俠五義之英雄無淚                | 平劍秋       |
| 1996年 | 華視       | 三國英雄傳之關公                  | 吕布         |
| 1997年 | 華視       | 台灣靈異事件之我倆沒有明天        | 張永康       |
| 2000年 | 華視       | 台灣靈異事件之恨天鬼              | 董天富       |
| 2001年 | 華視       | 台灣靈異事件之陰陽對對碰          | 廖士敬       |
| 2001年 | 華視       | 台灣靈異事件之幽靈剪刀手          | 李新健       |
| 2002年 | 華視       | 台灣靈異事件之換妻                | 李正明       |
| 1997年 | 華視       | 乞丐皇帝朱元璋                    | 徐達         |
| 1997年 | 台視       | 一品夫人芝麻官                    | 白仁清       |
| 1997年 | 民視       | 嘉慶君遊台灣                      | 李勇         |
| 1998年 | 華視       | 施公奇案之孤雛淚                  | 段英         |
| 1998年 | 華視       | 施公奇案之麒麟蠱                  | 景升         |
| 1999年 | 華視       | 驚奇劇場                          | 曾慶財       |
| 2000年 | 中視       | 笑傲江湖                          | 林平之       |
| 2000年 | 東森戲劇台 | 寶斗里長                          | 麥可         |
| 2001年 | 民視       | 飛龍在天                          | 葉青雲(續集) |
| 2001年 | 民視       | 大輪迴-幽靈警車                   | 劉文益       |
| 2001年 | 中視       | 青蛇與白蛇                        | 黑風         |
| 2002年 | 三立台灣台 | 负君千行泪                        | 李嘉宏       |
| 2002年 | 三立台灣台 | 台灣霹靂火                        | 周國文       |
| 2004年 | 台視       | 兄弟姐妹                          | 侯登高       |
| 2004年 | 台視       | 野球風雲                          | 金陽         |
| 2005年 | 台視       | 我最愛的人                        | 李明輝       |
| 2006年 | 華視       | 天長地久                          | 侯世民       |
| 2007年 | 公視       | 别再叫我外籍新娘                  | 羅鎮東       |
| 2008年 | 台視       | 神機妙算劉伯温 第7單元 皇城龍虎鬥 | 朱棣         |
| 2008年 | 台視       | 懷玉傳奇 千金媽祖                 | 趙翰文       |
| 2009年 | 三立台灣台 | 真情滿天下                        | 江勝豪       |
| 2010年 | 三立台灣台 | 天下父母心                        | 潘正弘       |
| 2013年 | 中國大陸   | 天天有喜                          | 紅狸貓       |
| 2015年 | 中國大陸   | 極品新娘                          | 蘇信義       |

## 電影
| 年 份  | 片名                          | 飾演   |
| ------ | ----------------------------- | ------ |
| 1988年 | 隔壁班的男生2:同學會/嘩鬼學校 | 宋達民 |
| 1989年 | 青春派對                      |        |
| 1990年 | 壯志豪情                      |        |

## 音樂作品

### 專輯
| 年份   | 唱片公司 | 專輯名稱                   | 曲目                                                                                                   |
| ------ | -------- | -------------------------- | --- |
| 1990年 | 可登唱片 | 愛讓我更寂寞               | 曲目 1. 愛讓我更寂寞 2. 看看自己 3. 我的故事 4. 你的心在不在家 5. 讓我牽著你的手                       |
|        |          | 我該怎麼做                 | 曲目 1. 我該怎麼做 2. 心吻                                                                             |
|        |          | 六個夢（與高勝美等人合唱） | 曲目 1. 六個夢                                                                                         |
|        |          | 拜年狂想曲                 | 曲目 1. 上格群星齊賀年 2. 拜年狂想曲 3. 相約在新年 4. 賀年 5. 賀新年 6. 鴻運當頭 7. 期待新的一年會更好 |

## 主持作品
- 2004年台视家庭台《家庭法律面面观》
- 2011年好消息衛星電視台《心靈樂飛揚》（與李明依主持）

## 出版作品

### 書籍
| 年份   | 書名               | 出版社   | ISBN               |
| ------ | ------------------ | -------- | ------------------ |
| 1995年 | 《天下有雙》       | 禾馬文化 | ISBN 9577991629    |
| 1997年 | 《大陸吃喝拉撒睡》 | 精美     | ISBN 957716742X    |
| 2013年 | 《傾聽，愛的聲音》 | 親子天下 | ISBN 9789862417638 |

## 外部連結
- 宋達民的新浪微博
- 宋達民和洪百榕愛的粉園的Facebook專頁
- 宋達民在互联网电影资料库（IMDb）上的資料（英文）
- 宋達民在香港影庫上的簡介
- 宋達民在豆瓣上的资料（简体中文）